# 2008년 2월 개기 월식

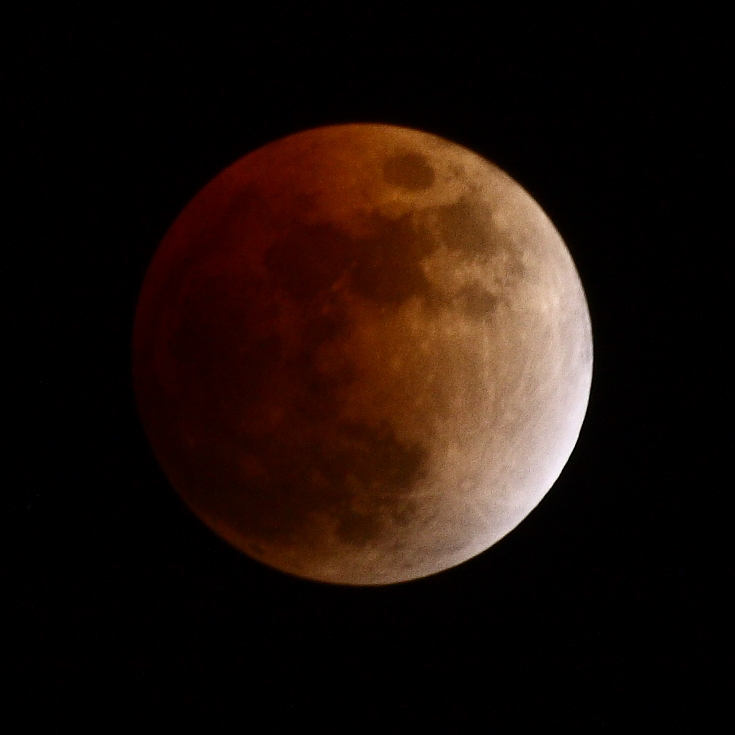
협정 세계시 기준 오전 3시 18분 미국 코네티컷주 웨스트 하트포드 하늘에서 관찰한 개기 월식

개기 월식 현상이 2008년 2월 21일 아침(유럽과 아프리카 기준, 미주 지역은 2월 20일)에 일어났다. 북·남아메리카 지역에서는 2월 20일 저녁 동쪽 하늘에서 볼 수 있었으며, 아프리카와 유럽 지역에서는 2월 21일 동트기 전 서쪽 하늘에서 볼 수 있었다.
이 월식 현상은 2008년에 있을 두 번의 현상 가운데 첫 번째로, 2008년 8월 16일에는 부분 월식 현상을 볼 수 있다. 다음 개기 월식은 2010년 2월 1일 있을 예정이다.

## 상황
달의 반그림자 영역 안으로 들어간 때는 00:35 UTC이며 본그림자 영역 안으로 들어간 때는 1:43 UTC이다. 개기 월식은 51분 동안 지속되었다. 5:09 UTC에 본그림자 영역 밖으로 나왔으며 6:17 UTC에는 반그림자 영역 밖으로 나왔다.
| 상황 | 상황           | 아메리카 지역 2008년 2월 20일 저녁 | 아메리카 지역 2008년 2월 20일 저녁 | 아메리카 지역 2008년 2월 20일 저녁 | 아메리카 지역 2008년 2월 20일 저녁 | 아메리카 지역 2008년 2월 20일 저녁 | 아메리카 지역 2008년 2월 20일 저녁 | 유럽, 아프리카 지역 2008년 2월 21일 아침 | 유럽, 아프리카 지역 2008년 2월 21일 아침 | 유럽, 아프리카 지역 2008년 2월 21일 아침 | 유럽, 아프리카 지역 2008년 2월 21일 아침 |
| 상황 | 상황           | AKT (-9h)                          | PST (-8h)                          | MST (-7h)                          | CST (-6h)                          | EST (-5h)                          | AST (-4h)                          | UTC (0h)                                 | CET (+1h)                                | EET (+2h)                                |                                          |
| U1   | 부분 월식 시작 | 04:43 pm                           | 05:43 pm                           | 06:43 pm                           | 07:43 pm                           | 08:43 pm                           | 09:43 pm                           | 01:43 am                                 | 02:43 am                                 | 03:43 am                                 |                                          |
| U2   | 개기 월식 시작 | 06:01 pm                           | 07:01 pm                           | 08:01 pm                           | 09:01 pm                           | 10:01 pm                           | 11:01 pm                           | 03:01 am                                 | 04:01 am                                 | 05:01 am                                 |                                          |
|      | 중간 단계      | 06:26 pm                           | 07:26 pm                           | 08:26 pm                           | 09:26 pm                           | 10:26 pm                           | 11:26 pm                           | 03:26 am                                 | 04:26 am                                 | 05:26 am                                 |                                          |
| U3   | 개기 월식 끝   | 06:51 pm                           | 07:51 pm                           | 08:51 pm                           | 09:51 pm                           | 10:51 pm                           | 11:51 pm                           | 03:51 am                                 | 04:51 am                                 | 05:51 am                                 |                                          |
| U4   | 부분 월식 끝   | 08:09 pm                           | 09:09 pm                           | 10:09 pm                           | 11:09 pm                           | 12:09 am                           | 01:09 am                           | 05:09 am                                 | 06:09 am                                 | 07:09 am                                 |                                          |

## 같이 보기
- 일식